# David da Silva
David da Silva (født 12. november 1989) er en brasiliansk fodboldspiller.